# Castellserás
Castellserás (también escrito en español con la grafía Castellserá) (oficialmente y en catalán Castellserà), es un municipio de España en la provincia de Lérida, Comunidad autónoma de Cataluña, con una superficie de 15,8 km², una población de 993 habitantes (INE 2024) y una densidad de población de 71,39 hab/km².

## Símbolos
El escudo oficial de Castellserás se define por el siguiente blasón:
«Escudo losanjado: de gules, un castillo abierto de argén sobremontado de una sierra de argén. Por timbre una corona mural de pueblo.»
Fue aprobado el 2 de marzo de 1995. El castillo de Castellserás (del siglo XII) y la sierra son señales parlantes alusivos al nombre del pueblo.

## Demografía
Castellserás cuenta con una población de 993 habitantes (INE 2024).
| Gráfica de evolución demográfica de Castellserás entre 1842 y 2021                                                  |
| |
| Población de derecho según los censos de población del INE Población de hecho según los censos de población del INE |